# Берёза (приток Десны)
Берёза (укр. Береза) — левый приток Десны, протекающий по Борзнянскому району (Черниговская область, Украина); одна из рек, расположенных только в пойме Десны.

## География
Длина — 36 или 30 км. Площадь водосборного бассейна — 450 км². Русло реки (отметки уреза воды) в верхнем течении (севернее села Ховмы) находится на высоте 113,6 м над уровнем моря, в среднем течении (озеро Плешь) — 113,2 м.
Русло сильно-извилистое (меандрированное), с крутыми поворотами.
Река берёт начало на северной окраине села Ховмы (Борзнянский район). Русло в нижнем и среднем течении пересыхает. Есть несколько озёр на реке: Плешь и Линковский Выр. В пойме множеством стариц. Нет крупных приток. Впадает в озеро Супотин — часть старого русла Десны — далее сообщается (во время половодья) с озером Большой Супотин и затем впадает в Десну северо-западнее села Воловица (Борзнянский район).
Пойма частично занята заболоченными участками с лугами, кустарниками и лесами (лесополосами). Также есть широкие участки русла, которые частично зарастают водной и прибрежно-водной растительностью.
Населённые пункты на реке от истока к устью: Борзнянский район: Ховмы, Березовка, Воловица.